# 1597 en philosophie
Chronologie de la philosophie
- 1593
- 1594
- 1595
- 1596
- 1597
- 1598
- 1599
- 1600
- 1601

L’année 1597 a été marquée, en philosophie, par les événements suivants :

## Publications
- Francis Bacon : 
  - Meditationes Sacræ. Ouvrage théologique. Dans la dixième de ces méditations, intitulée De Atheismo, figure (sous une forme moins concise : « A little natural philosophy, and the first entrance into it, doth dispose the opinion to atheism ; but on the other side, much natural philosophy and wading deep into it, will bring about men's minds to religion ») la formule souvent citée « Un peu de science éloigne de Dieu ; beaucoup y ramène », idée qu'on retrouve dans plusieurs ouvrages de Bacon[1].
  - Essais de morale et de politique (en). Ces essais jouissent d'une grande réputation (publiés d'abord en anglais, en 1597, puis en latin, sous le titre de Sermones fideles, 1633).

- Scioppius : De arte critica.

- Francisco Suárez : Disputationes metaphysicae .

- Francesco Buonamici :  Discorsi poetici nella accademia fiorentina in difesa d'Aristotile. Appresso Giorgio Marescotti, Florence, 1597, in-4, VII-156 p. ;

## Naissances
- 1er septembre à Köslin dans le duché de Poméranie : Johannes Micraelius, de son vrai nom Johannes Lütkeschwager (mort le 3 décembre 1658 à Stettin, dans le Brandebourg-Prusse) est un poète, philosophe et historien allemand.